# Кайндорф
Кайндорф (нім. Kaindorf) — ярмаркова комуна з 1 липня 1998 (нім. Marktgemeinde)  в Австрії, у федеральній землі Штирія. Кайндорф був заснований близько 1128-го. У 1523 вперше згадано назву Кайндорф. Парафіяльна церква була побудована на початку 18-го століття.  Місто розташоване в горах Східної Штирії, приблизно у восьми кілометрах на північний захід від столиці Штирії і приблизно за 40 км на північний схід від столиці округу, міста Грац.
Входить до складу округу Гартберг-Фюрстенфельд. Населення становить  2,863 особи (станом на 31 грудня 2015 року). Займає площу 28 км².

## Розташування
| Пеллау | Гартберг-Умгебунг | Гартберг-Умгебунг |
| Пеллау | Розташування      | Еберсдорф         |
| Гартль | Гартль            | Еберсдорф         |